# Phrixocomes hedrasticha
Phrixocomes hedrasticha là một loài bướm đêm trong họ Geometridae.